# 李德才 (机械工程专家)
李德才，北京交通大学机械与电子控制工程学院教授、博士生导师，2011年度长江学者特聘教授，主要从事智能机械设计与机器人技术、智能制造与机器人等领域的研究工作。著有《神奇的磁性液体》、《磁性液体理论及应用》等书。